# Passatge del Crèdit
El Passatge del Crèdit és un conjunt arquitectònic situat als carrers de Ferran, de l'Ensenyança i la Baixada de Sant Miquel de Barcelona, catalogat com a bé cultural d'interès local i bé amb elements d'interès (categoria C).

## Història
El 1873, la Societat Catalana General de Crèdit, una entitat financera que participà activament en la industrialització del país, va adquirir l'antic convent de monges de l'Ensenyança, i va encarregar-ne el projecte a l'arquitecte Magí Rius i Mulet (1838-1897), essent construït entre 1875 i 1879. El 1877, el mateix arquitecte va projectar l'edifici del carrer de Ferran, 40, propietat de la mateixa societat. L'edifici del núm. 42, que fa cantonada amb el carrer de l'Ensenyança, fou projectat pel mestre d'obres Pere Bassegoda i Mateu (1817-1908) per encàrrec de Francesca Solà.
El passatge es va convertir en un dels espais de referència i més activitat comercial del darrer quart del segle xix a la ciutat de Barcelona. Així, l'any 1879, el fuster i decorador Francesc Vidal i Jevellí va obrir una botiga de decoració al número 3. De fet, el Diario de Barcelona recollia el 29 de març d'aquell any una referència on es comparava aquesta botiga amb altres similars a París, Roma i Londres. El 1882, als baixos de la mateixa finca es va fundar l'ordre de premsa del partit liberal conservador: el diari El Principado, dirigit per Carles Frontaure.
L'any 1919, al número 8 s'instal·là la Sociedad Anónima de Crédito y Fomento de Ahorros i el 1926, en el 5-7 s'obrí el restaurant Cap-i-cua. La botiga Gifré & Escoda es trobava als baixos, flanquejant l'entrada del carrer de Ferran i avui és substituïda per una comerç de roba.
El passatge surt a la pel·lícula Salvador (Puig Antich), dirigida per Manuel Huerga i basada en la novel·la Compte enrere: la història de Salvador Puig Antich (escrita el 2001 pel periodista català Francesc Escribano), la qual narra la crònica dels esdeveniments que van portar a la condemna a mort i a l'execució del jove Salvador Puig i Antich (la darrera execució a garrot vil de la dictadura franquista).

## Descripció
L'accés al passatge es produeix en ambdues vies a través d'un gran arc de mig punt. Es tracta d'una entrada monumental, flanquejada per dues grans pilastres de pedra assentades a sobre d'un sòcol, amb fust decorat amb un seguit de petites plaques esculpides amb motius vegetals geomètrics i coronades per un gran entaulament. A sobre d'aquest, es desenvolupa un arc de pedra adovellat, flanquejat a sengles costats per dues pilastres i amb dos medallons on es disposa el bust de dues figures al·legòriques (Mercuri i Amèrica). A la banda del carrer Ferran, la rosca de l'arc es troba decorada amb un element metàl·lic, que a manera de reixa s'ancora a l'intradós de l'arc; a la rosca hi ha encastades unes lletres metàl·liques «PASAJE DEL CRÉDITO». Destaca d'aquesta entrada (i a diferència de la de la Baixada de Sant Miquel) l'existència d'un entresol construït dins de la llum de l'arc.
Amb relació a aquest últim aspecte, s'ha de ressaltar el tipus de cobriment d'aquests trams que enllacen els dos carrers. Tot dos estan coberts amb un forjat de fusta amb cassetons, però d'alçària, estructura i acabament molt diferents. Tot sembla indicar, que el de la banda de la Baixada de Sant Miquel forma part del projecte arquitectònic original, amb un cassetonat de peces quadrangulars, que presenten al centre un floró (també de fusta) que combina formes quadrangulars i arrodonides al fullatge. Aquest sostre (que encara conserva testimonis de la policromia original) presenta un estat de conservació bastant deficient i actualment es troba protegit per una xarxa per tal d'evitar despreniments. Pel que fa al sostre de la banda del carrer Ferran, sembla formar part d'una reforma posterior, ja que es tracta d'un cassetonat més senzill sense cap decoració i que es troba més baix que el de l'altra banda del passatge per tal de crear un nivell entremig que no existeix a la Baixada de Sant Miquel. Tot i així el seu estat de conservació és bastant deficient, en alguns punts han desaparegut algunes de les plaques de fusta deixant a la vista el revoltó de maó de pla del forjat que cobreix i hi ha d'altres zones, amb poca estabilitat i risc de despreniment del conjunt.
El passatge dona accés a un conjunt d'edificis que es distribueixen longitudinalment a sengles costats d'aquest pas. Es tracta d'unes construccions amb sis nivells d'alçat, tot disposant de planta baixa, entresòl i quatre pisos més. La planta baixa queda destinada a espai comercial i es caracteritza per la gran alçaria que presenta, amb sostres elevats i grans obertures emmarcades per pilastres de ferro que permeten disposar de grans finestrals que asseguren l'entrada de llum. Destaca la decoració amb petits mascarons que encara es conserven a alguns punts de la cornisa que remata la planta baixa. La resta de pisos són habitatges tot i que una part del conjunt acull actualment part de les instal·lacions de l'Hotel Rialto.
Els diversos pisos disposen d'obertures al passatge emmarcades per pilastres de pedra, de tonalitat blanca que contrasta amb el color vermellós del revestiment de la façana. Destaca el tractament i composició de les finestres a les dos façanes on es localitzen les entrades, amb un joc d'obertures decreixent cap als nivells superiors. Aquesta variació consisteix que al primer pis la finestra disposa de tres grans obertures amb balcons, emmarcades per pilastres d'ordre jònic, mentre que al segon només en disposa de dos. El tercer pis, manté les dues obertures però es redueix la seva alçaria i amplada que és efectivament, menor al darrer nivell.
Destaca també del conjunt la caseta de la porteria, localitzada a la zona descoberta del passatge i adossada a una de les façanes; està construïda en ferro, amb planta poligonal, coberta punxeguda i grans finestrals que permeten l'observació de tot el conjunt des del seu interior.
Aquest conjunt és una de les obres més representatives de l'arquitectura del ferro, tal com es pot apreciar en l'estructura de les dues plantes inferiors, construïdes deu anys abans que la Torre Eiffel. Aquest material es fa visible a les pilastres de la planta baixa i combinat amb la pedra de la resta de la construcció, i també és emprat en els elements ornamentals (capitells, baranes, etc.) que l'arquitecte Magí Rius combinà amb recursos estilístics de tendències classicistes.

### Número 4: Joan Miró

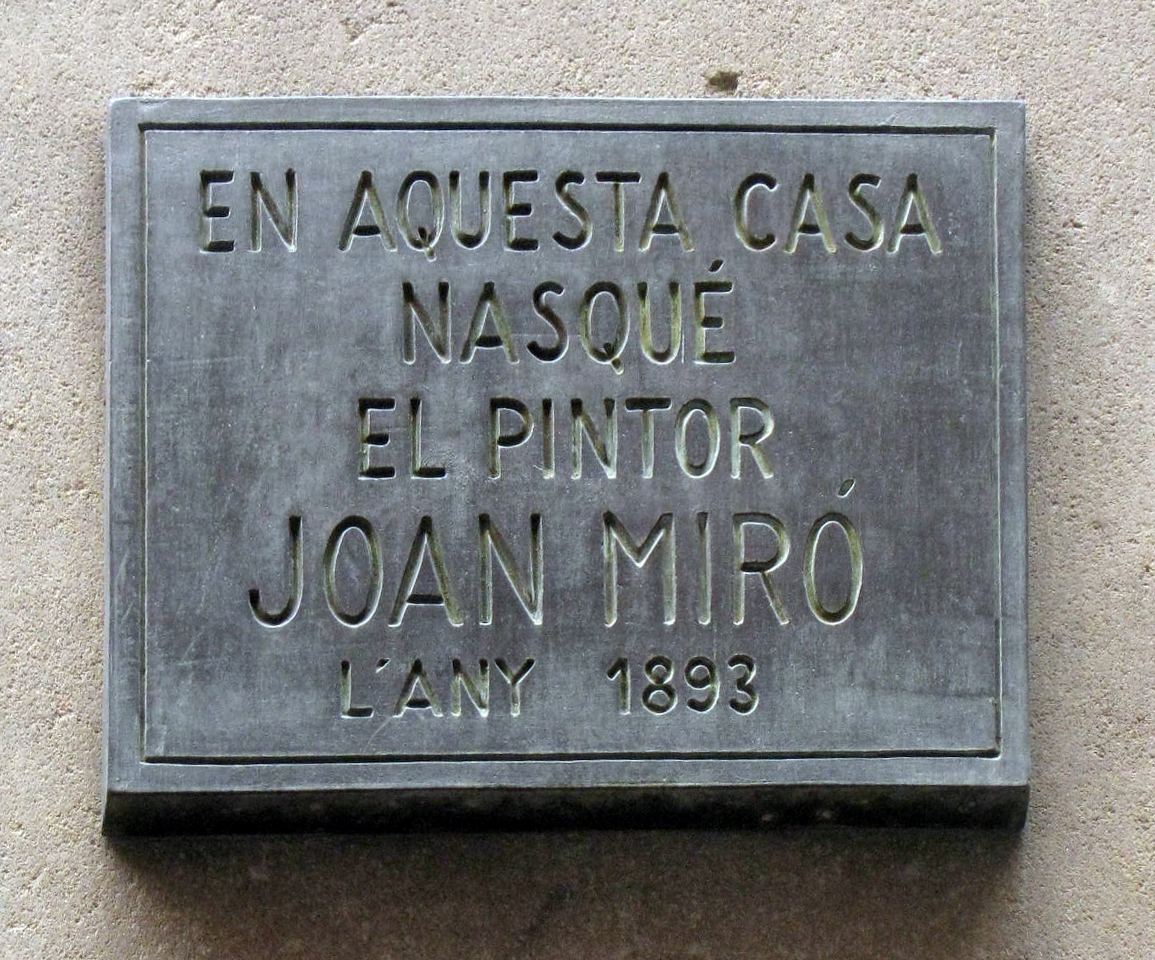
Placa de bronze commemorant el 75è aniversari de Joan Miró

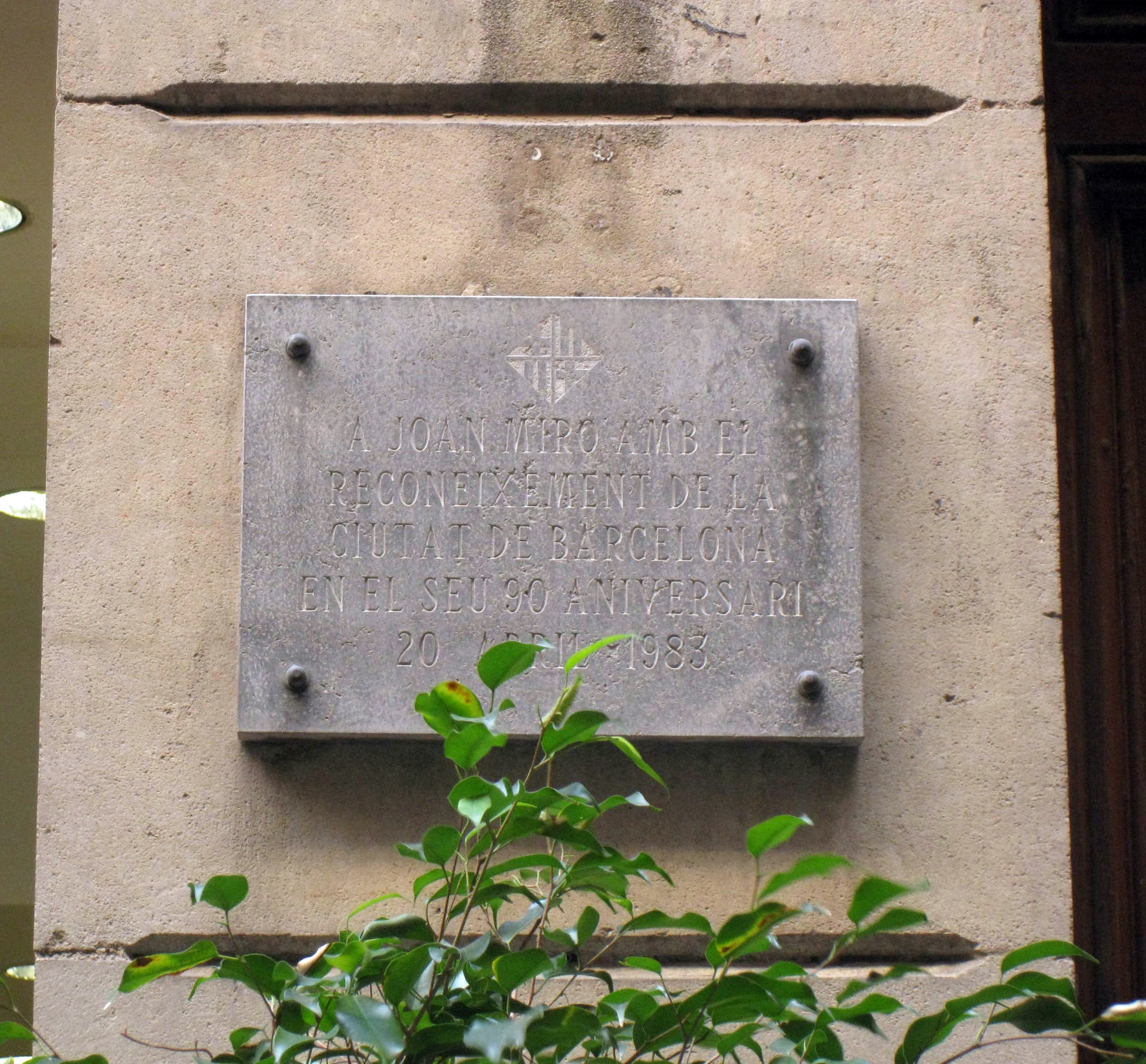
Placa en reconeixement de Joan Miró en el seu 90è aniversari

Aquí va néixer i viure Joan Miró durant molts anys, i també hi va tenir el seu taller una temporada. A la façana, hi podem veure dues plaques: a la columna de la dreta (de granit), la que commemora els 90 anys del pintor diu així:
| « | A JOAN MIRÓ AMB EL RECONEIXEMENT DE LA CIUTAT DE BARCELONA EN EL SEU 90 ANIVERSARI 20 ABRIL 1983. | » |

La de l'esquerra, la de bronze, col·locada el 1968 amb motiu del seu 75è aniversari, diu el següent:
| « | EN AQUESTA CASA NASQUÉ EL PINTOR JOAN MIRÓ L'ANY 1893. | » |